# 1 Brygada Strzelców (Imperium Rosyjskie)
1 Brygada Strzelców Imperium Rosyjskiego (ros. 1-я Стрелковая бригада) – jedna z rosyjskich brygad strzeleckich okresu Imperium Rosyjskiego. Jej sztab mieścił się w Łodzi.
Wchodziła w skład 14 Korpusu Armijnego z dowództwem w Lublinie.

## Skład brygady w 1914
sztab 1 Brygady Strzelców – Łódź
- 1 pułk strzelców (Łódź)
- 2 pułk strzelców (Łódź)
- 3 pułk strzelców (Łódź)
- 4 pułk strzelców (Łódź)
- 2 strzelecki dywizjon artylerii (Łódź)